# Maurice Kufferath
Hubert Ferdinand Maurice Kufferath (Sint-Joost-ten-Node, 8 januari 1852 – Ukkel, 8 december 1919) was een Belgische dirigent, cellist, librettist, musicoloog, tolk, muziekcriticus en voormalige directeur van de Koninklijke Muntschouwburg (1900-1919). Hij was een zoon van de componist, muziekpedagoog, dirigent en pianist Hubert-Ferdinand Kufferath en de oudere broer van de zangeres (sopraan) Antonia Kufferath (1857-1939). Maurice Kufferath is een telg van een uit Duitsland afkomstige zeer muzikale familie. Niet alleen zijn vader, maar ook al zijn ooms en menige tantes waren in de muziek bezig, waarvaan de componist, dirigent en violist Johann Hermann Kufferath en de componist, muziekpedagoog, dirigent en pianist Ludwig (Louis) Kufferath de bekendste zijn. Voor bepaalde werken gebruikt hij het pseudoniem Maurice Reymont.

## Levensloop
Kufferath groeide op in een muzikale omgeving en vormde met zijn broers Edouard, Ferdinand jr. en zijn vader een strijkkwartet. Hij studeerde kunstgeschiedenis in Brussel en verder muziektheorie bij zijn vader en cello bij Adrien-François Servais. Vervolgens studeerde hij rechtsgeleerdheid in Leipzig, waar hij met Franz Liszt en Richard Wagner in contact kwam. Dit waren belangrijke bijeenkomsten en zij hebben Kufferath bij zijn werkzaamheden in de toekomst richtinggevend beïnvloed, hij ontwikkelde zich tot een enthousiaste aanhanger en supporter van Wagners werken voor de hele Franstalige wereld. Toen hij weer terug was in Brussel richtte hij een Belgische sectie van de Wagner Verein (Wagner vereniging) op.
Hij werd in 1874 redacteur bij de krant L'Indépendance Belge en in 1875 muziekjournalist bij Le guide musical - revue internationale de la musique et de theâtres lyriques, waar hij in 1887 chef-redacteur werd en in 1891 eigenaar. Onder zijn leiding ontwikkelde zich het wekelijkse tijdschrift Le guide musical tot een van de vooraanstaande Franstalige muziekvakbladen.
Als librettist schreef hij de Franse vertaling van de opera The Mikado of "The Town van Titipu" van Arthur Sullivan, die op 23 december 1889 in Brussel in het Alhambra werd uitgevoerd. Verder is hij tekstauteur van drie liederen van Emil Nikolaus von Rezniček en van de Franse vertaling van de Rhapsodie aus Goethes Harzreise im Winter für eine Altstimme, Männerchor und Orchester op. 53 alsook de Zwei Gesänge für contralto mit Viola und Klavier op. 91 van Johannes Brahms.
In 1900 werd hij opvolger van Oscar Stoumon en Édouard-Fortuné Calabresi als directeur van de Koninklijke Muntschouwburg in Brussel en op 6 maart 1900 beriep hij Sylvain Dupuis als chef-dirigent. In deze periode van 1900 tot 1914 ontwikkelde zich de Koninklijke Muntschouwburg tot een van de belangrijkste Wagner-theaters in de wereld. In 1903 vond in Brussel de eerste gehele uitvoering van Der Ring des Nibelungen in de Franse taal plaats. Gedurende de Eerste Wereldoorlog woonde Kufferath in Zwitserland. In 1918 keerde hij terug naar België en voerde hij zijn functie als directeur van de Koninklijke Muntschouwburg tot aan zijn overlijden uit.
Zijn zoon Camille Paul Constant Lucien Kufferath was componist van onder andere opera's en balletten.

## Publicaties
- Hector Berlioz et Robert Schumann, Bruxelles: Schott frères, 1879. Recueil des articles de Schumann consacrés à Berlioz, traduits par M. Kufferath, 36 p.
- Henri Vieuxtemps: sa vie et son oeuvre, Bruxelles: V. Rozez, 1882. 142 p.,
- Parsifal de Richard Wagner. Légende - drame - partition Paris, Librairie Fischbacher, 1889. 290 p.
- L' exposition Beethoven à Bonn, Ausführlicher Bericht über eine Ausstellung von Handschriften, Briefen und Bildnissen Beethovens in het Beethoven-Haus. in: Le Guide musical. – 36 (1890), Nr. 21, vom 25.5., S. [164-166]; Nr. 22, vom 1.6., S. 172-174; Nr. 23, vom 8.6., S. 180-182; Nr. 24, S. 186-188; Nr. 26, S. 195-196 Inv.-Nr. 10.340[6]
- L'art de diriger l'orchestre. Richard Wagner et Hans Richter, la neuvième symphonie, Paris, Fischbacher, 1891. 180 p.,
- The Parsifal of Richard Wagner, New York, United States book company, 1892. 300 p.
- Das Liebesmahl der Apostel : eine biblische Scene für Männerstimmen und grosses Orchester, (La Cène des Apôtres), 1892. reprint: Kessinger Pub Co. 2010. 88 p., ISBN 978-1-160-36889-6
- Tristan et Iseult, 3ème édition, Paris, Fischbacher, 1894. 373 p.
- Le Théâtre de Richard Wagner - de Tannhæuser à Parsifal - Essais de critique littéraire, esthétique et musicale, 1895. 214 p.,
- Musiciens et philosophes, Tolstoï - Schopenhauer - Nietzsche - Richard Wagner, Paris, F. Alcan, 1897. 376 p.
- Les abus de la Société des auteurs, compositeurs et éditeurs de musique, Bruxelles:Librairie de l'Office central, 1897. 80 p. - Beilage zu der Frage des Aufführungsrechtes. Entnommen dem "Musikal. Wochenblatt" von E. W. Fritzsch in Leipzig
- Les maîtres chanteurs de Nuremberg, Paris, Fischbacher, 1898. 210 p.
- Beethoven et Wagner: essais d'historie et de critique musicales, par Teodor de Wyzewa Paris, Perrin et Cie, 1898.[6]
- Fidelio de L. van Beethoven, orné de vingt-neuf illustrations et de nombreux exemples de musique, Paris: Librairie Fischbacher, 1900. 284 p.;[6] reprint: Nabu Press (Verlag), 2010. 256 p., ISBN 978-1-172-62284-9
- L'art de diriger l'orchestre. Richard Wagner et la "Neuvième symphonie" de Beethoven. Hans Richter et la symphonie en "ut" mineur. L'idylle de Siegfried. Interpretation et tradition, Paris : Fischbacher, 1909. 3ème édition, 265 p.
- L' immortelle bien-aimée de Beethoven - Fotokopie. – Reaktionen auf den Faksimile-Abdruck der Briefe Beethovens an die "unsterbliche Geliebte" mit Beitrag von Paul Bekker in der Zeitschrift "Musik" 10 (1910/11), H. 21 + Beilage (vgl. Z 202 c / 123 und Z 202 c / 125).[6]
- Obéron. Opéra romantique et féerique en trois actes & quinze tableaux ... d'après le poème original de J. R. Planché, Bruxelles, 1911. 78 p.
- Pro Patria! : Causerie sur la Belgique faite ... à Genève le 8 novembre 1914; Lettre ouverte à M. Wilhelm von Bode. En réponse au Manifeste des Intellectuels allemands, Genève: Impr. Sonor, 1914. 40 p.
- Il n'est pas vrai ... à propos des déportations en Belgique; Au bénéfice de l'Union patriotique des internés et prisonniers belges en Allemagne, Genève, Atar - Imprimerie du Journal de Genève, 1917. 42 p.
- La Flûte enchantée de Mozart, Paris: Fischbacher, 1919. 146 p.